# Су Ши
Су Ши (*8 січня 1037 — †24 серпня 1101) — китайський поет й письменник часів династії Сун.

## Життєпис
Походив з чиновничої родини Су. Народився у м. Мейшань, що у сучасній провінції Сичуань. Син Су Сюня 苏洵 (1009—1066), місцевого чиновника, вченого та літератора. Су Ши отримав блискучу освіту. У 1057 році склав імператорський іспит, отримавши ступінь цзіньши. Тоді ж познайомився з відомим поетом та державним діячем Оуян Сю, який став покровителем молодого чиновника. З 1060 року займав низку важливих посад у провінційних урядах Ханчжоу, Мічжоу. Тут на озері Сіху він збудував 6 мостів, чим значно покращив транспортне сполучення. У 1078 році призначається губернатором Сюйчжоу.
Су Ши виступив проти реформ Ван Аньши. Тому спочатку Су відправили у заслання у 1073 році, згодом він замирився за допомогою Шень Куо з Аниши й повернувся до столиці. Втім навіть після падіння Ван Аньши в 1076 році Су Ши виступав з критикою низки непродуманих дій нового уряду. У зв'язку з цим Су Ши у 1080 році було запроторено до каторги, й лише у 1086 році той зумів повернутися до Кайфена. Втім його чесна натура не могла миритися з тим, що Су Ши вважав невірним. Тому у 1094 році імператор відправив Су Ши у заслання на о. Хайнань. У 1100 отримав прощення й призначення губернатором Ченду. Проте сконав 24 серпня 1101 року на шляху до місця призначення.

## Творчість
Су Ши добре розумів моральні принципи конфуціанства, канони буддизму і даоський містицизм. А саме, знання буддизму і даоського містицизму допомогли йому всебічно проаналізувати і досліджувати різні філософські проблеми, і звільнитись від гірких дум про життя, а володіння конфуціанською думкою мало вплив на його погляди щодо управління.
Су Ши був талановитим поетом, він став відомим завдяки його віршам у жанрах «ци» (350 поем) та «ши». В поезії Су Ши широкий зміст, незвичайні метафори і образна мова. Вірші в жанрі «ци», написані Су Ши, оригінальні за своєю суттю. Він не лише вирвався з кола старого розуміння жанру «ци», який до нього був пов'язаний з романтичним змістом віршів, а й у своїх творах у жанрі «ци» він зобразив життя і прагнення звичайних людей. Відомим є поеми «Під мелодію Ціньлін», «Моєму молодому синові», "Під мелодію «Метелики навколо квітів», «Червоні скелі», «Згадуючи Кнібі», «Згадуючи Су Че», «Скорботно зітхаю, дивлячись на плоди лічжи».
Су Ши був одним з чудових майстрів жанру «фу». Серед цих творів дуже визначним є «Фу про червону стіну». Під час написання даного есе Су Ши поєднав точність і виразність мови з містичними настроями та ідеями даосизму. Це есе поділяється на дві частини. У першій частині описується поетичний осінній краєвид, а у другій частині подається мальовнича картинка зимового пейзажу. Завдяки опису природи і яскраво висловленим ідеям автора, «Фу про червону стіну» став найкращим прикладом жанру «фу».
Був продовжувачем традиції, заснованої Лі Шан'іном у написанні лаконічних віршів цзацзуанів. Су Дунпо належить їх велика збірка «Друге продовження цзацзуань».
Крім того, Су Ши відомий як талановитий прозаїк. Завдяки своєму таланту Су Ши став одним з 8 відомих письменників династії Тан. У доробку є близько 800 листів відомим сучасникам. Створював також численні есе, з яких найбільш відомі «Згадуючи гірський кам'яний дзвін».
Су Ши відомий як один з 4 класичних китайських гастрономів. Зокрема, винайшов рецепти «свинини Дунпо» (東坡肉) та коржика «Су Дунпо».